# Tekirska reka
Tekirska reka (bulgariska: Текирска река) är ett vattendrag i Bulgarien.   Det ligger i regionen Smoljan, i den södra delen av landet, 180 km sydost om huvudstaden Sofia.
I omgivningarna runt Tekirska reka växer i huvudsak blandskog. Runt Tekirska reka är det ganska tätbefolkat, med 56 invånare per kvadratkilometer.